# Villey-le-Sec
Villey-le-Sec è un comune francese di 424 abitanti situato nel dipartimento della Meurthe e Mosella nella regione del Grand Est.

## Società

### Evoluzione demografica
Abitanti censiti